# Caladenia maritima
Caladenia maritima är en orkidéart som beskrevs av David Lloyd Jones. Caladenia maritima ingår i släktet Caladenia och familjen orkidéer.
Artens utbredningsområde är Victoria. Inga underarter finns listade i Catalogue of Life.